# Мориквас Надія Мирославівна
Наді́я Миросла́вівна Мориква́с (нар. 9 травня 1952, с. Шельпаки, Україна) — українська письменниця, есеїстка, літературознавиця. Кандидат філологічних наук. Член Національної спілки журналістів (1983) та письменників України (1995).

## Життєпис
Надія Мориквас народилася 9 травня 1952 року в с. Шельпаки, нині Тернопільського району Тернопільської области України.
Закінчила факультет журналістики Львівського університету (1980).
Працювала:
- робітницею на підприємствах Львова;
- кореспонденткою Яворівської районної газети (Львівська область), львівської молодіжної газети «Ленінська молодь», газети «Львівський залізничник»;
- заступницею редактора газети «Літературний Львів» (1994—1999);
- керівницею пресцентру Асоціації роботодавців Львівської області, головною редакторкою журналу «Річ» (1999—2001, економіка і культура);
- наповнювала авторську колонку в газеті  «Поступ» (2001—2002, м. Львів);
- ведучою авторських літературних програм на Львівському телебаченні та обласному радіо;
- редагувальницею часописів «Галицька брама» і «Наша спадщина».

Від 2000 року — головна редакторка журналу «Річ» [Архівовано 21 грудня 2016 у Wayback Machine.] (з 2009 — інтернет-видання).

## Творчість
Авторка
- збірок поезій:
  - «Біле місто» (1991),
  - «Танці на льоду» (1996),
  - «Істина срібноти» (1998),
- книг прози:
  - «Спокуса вічністю. Щоденник іронічної прози» (1997, 1998, 1999),
  - «За нас у Львові: Міфи і міти» (2001),
  - «Рід: Українські хроніки» (2002, 2003),
  - «Меланхолія Степана Чарнецького» (2005),
  - «Час без любови» (2007),
  - «Де мій брат?» (2010),
  - «Корнелія» (2015)[2],
  - «Винова гора» (2017)[3],
  - «Люди свого часу» (2019)[4],
- статей
  - Степан Чарнецький і Генрик Збєжховський: останні представники «музівської» богеми [Архівовано 12 липня 2020 у Wayback Machine.] (2009).

Авторка рецензій, передмов, літературних портретів, есеїв у збірниках та періодиці. Окремі твори Надії Мориквас перекладені німецькою, італійською, угорською, румунською мовами.

## Відзнаки
- Всеукраїнська літературна премія імені Павла Тичини (2024) — за поетичну збірку «Танець спійманої рибини»[6];
- Львівська обласна премія імені Богдана Лепкого — за біографічний роман-есей «Меланхолія Степана Чарнецького» (2006)[7];
- Лауреатка премії імені Стефана Федака — за роман-есей «Корнелія» (2015).